# Cải trời
Cải trời hay còn gọi kim đầu te (danh pháp khoa học: Blumea lacera) là một loài thực vật có hoa trong họ Cúc. Loài này được (Burm.f.) DC. mô tả khoa học đầu tiên năm 1834.